# Quett Masire
Sir Quett Ketumile Joni Masire (Kanye, Bechuanalandia, 23 de julio de 1925 - Gaborone, Botsuana, 22 de junio de 2017) fue un profesor, periodista y político botsuano. Fue el primer vicepresidente de Botsuana con la independencia del país africano en 1966 y, tras el fallecimiento de Seretse Khama en julio de 1980, asumió como el segundo presidente de la República de Botsuana. Ocupó el cargo hasta su retiro el 1 de abril de 1998, con la instauración formal de un límite de tiempo de diez años para ocupar el cargo, lo que lo convierte en el jefe de Estado botsuano con el mandato más largo con 17 años, 8 meses y 19 días. Durante su presidencia fue también líder del Partido Democrático de Botsuana (BPD), fuerza política dominante del país, del que había sido uno de sus principales fundadores.
El gobierno de Masire mantuvo gran parte de las políticas llevadas a cabo por su predecesor, siendo evaluado en forma generalmente positiva. En contraste con las debacles económicas ocurridas en el resto del continente africano en la década de 1980, Botsuana continuó exhibiendo una de las economías con mayor nivel de crecimiento del mundo durante el mandato de Masire, crecimiento facilitado por la producción de diamantes bajo el control de la Debswana Diamond Company, empresa de propiedad conjunta entre el gobierno botsuano y la compañía sudafricana De Beers. Debió afrontar el advenimiento de una dura sequía, simultánea a las ocurridas en Etiopía y Sudán, que desataron hambrunas severas. El gobierno de Masire implementó agresivas medidas para combatir la hambruna, y alrededor del 45% de la población llegó a recibir ayuda del gobierno en el apogeo de esta. En política exterior, Masire mantuvo la postura crítica de Khama para con el régimen de la minoría blanca en Sudáfrica, lo que condujo a una incursión militar por parte del vecino país en la capital, Gaborone, en junio de 1985, resultando en doce muertes. Sus críticos destacan esencialmente la falta de una discusión pública o acción gubernamental directa sobre la epidemia de VIH/sida, que llegó a afectar a más de un 20% de la población botsuana, así como la ausencia de medidas para combatir la creciente desigualdad de ingresos en el país, una de las más altas del mundo.
Bajo el liderazgo de Masire, el BDP ganó aplastantemente tres elecciones generales consecutivas (1984, 1989 y 1994). Sin embargo, su período al frente del partido vio un brusco descenso del apoyo de la clase media urbana al oficialismo, al tiempo que la oposición política comenzó a incrementar considerablemente sus apoyos electorales, lo que motivaría una serie de avances de reforma tanto dentro del mismo BDP como a nivel institucional, tales como la democratización partidaria (a la que el propio Masire se había opuesto) como a la instauración de un límite de tiempo para que una misma persona ocupara la presidencia. Afectado por dicho límite, Masire renunció el 31 de marzo de 1998 y entregó el cargo al día siguiente a su vicepresidente Festus Mogae.
Después de su salida de la presidencia, se convirtió en un activo diplomático, actuando como mediador en la guerra civil de la República Democrática del Congo. En 2007 fue escogido por la Comunidad de Desarrollo de África Austral como mediador de la disputa política en Lesoto. Falleció a la edad de 91 años en 2017.

## Biografía
Nació en la pequeña ciudad de Kanye. Fue profesor y director de la escuela secundaria de Seepapitso. En 1965 fue uno de los fundadores del Partido Democrático de Botsuana. Cuando Botsuana obtuvo su independencia, Masire fue nombrado vicepresidente del país.
Tras la muerte del presidente Seretse Khama el 13 de julio de 1980, Masire fue elegido presidente. Gobernó hasta el año 1998, en que renunció y le sustituyó el vicepresidente Festus Mogae.
Después de su salida de la presidencia, se convirtió en un activo diplomático, actuando como mediador en la guerra civil de la República Democrática del Congo. En 2007 fue escogido por la Comunidad de Desarrollo de África Austral como mediador de la disputa política en Lesoto.